# Sergio Carrillo
Sergio Andres Carrillo Rodriguez (* 10. Juli 2000 in Gurabo) ist ein puerto-ricanischer Volleyballspieler.

## Karriere
Carrillo begann seine Karriere am Colegio Catolico Notre Dame. Von 2019 bis 2022 studierte er an der North Greenville University und spielte in der Universitätsmannschaft. Sein letztes Studienjahr verbrachte er 2023 an der Purdue University. Zur Saison 2023/24 wurde er vom deutschen Bundesligisten VfB Friedrichshafen verpflichtet. Mit dem Verein schied er im Achtelfinale des DVV-Pokals aus. Als Tabellendritter der Hauptrunde kam Friedrichshafen in die Bundesliga-Playoffs.